# Казанское театральное училище
Казанское театральное училище — государственное автономное образовательное учреждение среднего профессионального образования Республики Татарстан расположенное в Казани. Одно из старейших художественных учебных заведений Российской Федерации.
Постановлением Кабинета Министров Республики Татарстан № 203 от 29.03.2024 училищу (техникуму) присвоено имя народного артиста СССР Шауката Биктемирова.

## История
На основании Постановления Татглавпрофобра от 26 сентября 1922 года создаётся Татарский театральный техникум.
Ранее, 22 декабря 1906 года, состоялся первый публичный спектакль на татарском языке. Эта дата считается днём рождения Татарского театра им. Галиасгара Камала. В эти годы влияние на становление татарского театра оказали актёр и режиссёр Ильяс Кудашев-Ашказарский, выдающиеся татарские драматурги Галиасгар Камал, Карим Тинчурин, актёр и режиссёр Зайни Султанов, который впоследствии стал заведующим Татарского театрального техникума. Техникум прозвали «кузней» самого театра.
В первом выпуске техникум окончили Хаким Салимжанов, Галина Кайбицкая, Риза Ишмурат, Галия Булатова, они и ряд других выпускников техникума значительно повлияли на развитие театральной культуры Татарстана.
В ноябре 1927 года произошло слияние двух техникумов — художественного и театрального в один, получивший название Казанский объединенный художественно-театральный техникум.
В 1930—1931 году художественно-театральный техникум объединился с Восточно-музыкальным техникумом и стал существовать как Татарский техникум искусств. До 1941 года техникум готовил для столицы и республики высокопрофессиональные кадры, в годы Великой Отечественной войны техникум был закрыт.
Вновь открытие техникума в Казани состоялось 1 марта 1944 года, на основании Постановления Совнаркома ТАССР. В начале 1945/46 учебных годах училище имело 17 преподавателей, из них 6 человек имели звания и учёную степень. 13 июня 1952 года на основании Постановления Совета Министров СССР техникум был закрыт. В течение 10 лет Министерству культуры ТАССР, понадобилось приложить большие усилия, чтобы возобновить работу данного учебного заведения.
12 мая 1962 года началась новая эра в истории техникума, на его базе создается Казанское театральное училище, которое работает и по сей день. Руководителем театрального училища был назначен выпускник Щепкинского театрального училища Дамир Бадретдинов.
В 1963—1964 годах училищу выделили второй этаж ветеринарной лечебницы на улице Гоголя, 2, в том самом здании, где оно располагается и на сегодняшний день. Директором училища стал Арнольд Львович Шапиро, именно его усилиями были буквально отвоёваны нынешних два здания.
В 1964 году в училище открылось отделение художников-бутафоров, и 1968 году был первый выпуск.
Выпускники Казанского театрального училища, работают на сценах разных театров в разных городах Татарстана, Российской Федерации и ближнего зарубежья.

## Направления подготовки
- Актерское искусство
- Искусство эстрады
- Театрально-декорационное искусство
- Художественно-бутафорское оформление спектакля
- Художественно-гримерное оформление спектакля
- Художественно-костюмерное оформление спектакля
- Театральная и аудиовизуальная техника (светорежиссура)